# Gail Simone
Gail Simone, född 1974, är en amerikansk serieförfattare. I början av 2000-talet skrev hon flera pastischer på kända serier i superhjältegenren. Simone drev även webbplatsen Women in Refrigerators, som konfronterade manliga serieskapare med det faktum att kvinnor alltför ofta görs till offer i serietidningarna.